# Craugastor underwoodi
Craugastor underwoodi is een kikker uit de familie Craugastoridae. De soort werd voor het eerst wetenschappelijk beschreven door George Albert Boulenger in 1896. Oorspronkelijk werd de wetenschappelijke naam Hylodes underwoodi gebruikt en later werd de soort aan de geslachten Eleutherodactylus en Microbatrachylus toegekend. De soortaanduiding underwoodi is een eerbetoon aan de bioloog Cecil Frank Underwood (1867 - 1943).
De soort komt voor in delen van Midden-Amerika en leeft in de landen Costa Rica en Panama.